# Romano Sion
Romano Sion (Paramaribo, Surinam; 9 de junio de 1971) fue un futbolista de Surinam que se desempeñaba como delantero.

## Trayectoria
Comenzó su carrera en HFC Haarlem donde jugó entre 1988 y 1991, compitiendo en la Eredivisie y Eerste Divisie, primera y segunda división del fútbol neerlandés. En 1992 pasa a Dordrecht'90 y luego un breve paso por RBC Roosendaal, antes de recaer en FC Groningen donde pasó sus mejores temporadas. En la temporada 1994-1995 anotó diez goles en 25 partidos mientras que en la 1995-1996 marcó ocho goles en 27 encuentros.
Luego de jugar en segunda división con FC Emmen fue transferido en la segunda mitad de 1997 al SD Compostela de España. En su primer año con los gallegos marcó 6 goles en 16 encuentros incluyendo un triplete frente al Deportivo en la victoria 6-2 en el derbi. En la misma temporada el club descendió a la segunda categoría a pesar de esto se quedó en club otras tres temporadas. A fines del 2000 dejó la institución tras una pelea con el presidente José María Caneda.
En enero de 2001, firmó para el Vitória Guimarães de Portugal. A mediados del 2002 pasó a Rio Ave del mismo país. En 2003 regresa a España donde tiene un fugaz paso por Universidad de Las Palmas. Finalizó su carrera en el club amateur WKE de los Países Bajos en 2005.

## Clubes
| Club                      | País         | Año         |
| ------------------------- | ------------ | ----------- |
| HFC Haarlem               | Países Bajos | 1988 - 1991 |
| Dordrecht'90              | Países Bajos | 1992 - 1993 |
| RBC Roosendaal            | Países Bajos | 1993 - 1994 |
| FC Groningen              | Países Bajos | 1994 - 1996 |
| FC Emmen                  | Países Bajos | 1997        |
| SD Compostela             | España       | 1997 - 2000 |
| Vitória Guimarães         | Portugal     | 2001 - 2002 |
| Rio Ave FC                | Portugal     | 2002 - 2003 |
| Universidad de Las Palmas | España       | 2003        |
| WKE                       | Países Bajos | 2004 - 2005 |